# تشاك كوران
تشاك كوران هو سياسي أمريكي، ولد في 1 يونيو 1939 في غاليون في الولايات المتحدة. نشط حزبياً في الحزب الديمقراطي. وقد انتخب عضو مجلس ولاية أوهايو ‏.